# Мудрі хлопці
«Мудрі хлопці» (англ. Alto Knights) — американський фільм 2025 року режисера Баррі Левінсона за сценарієм Ніколаса Піледжі. Роберт Де Ніро виконав у фільмі дві ролі босів мафії 1950-х років Віто Дженовезе та Френка Костелло.

## Сюжет
Віто Дженовезе та Френк Костелло — конкуруючі боси італо-американської мафії, і Дженовезе замовляє вбивство Костелло. Костелло виживає, але зазнає поранення під час замаху і вирішує піти з мафії.

## У ролях
- Роберт Де Ніро — Віто Дженовезе і Френк Костелло
- Дебра Мессінг — Боббі Костелло, дружина Френка
- Катрін Нардуччі — Анна Дженовезе, дружина Віто
- Космо Джарвіс — Вінсент Джиганте
- Метт Сервітто — Джордж Вульф

## Виробництво
Робота над фільмом велася ще з 1970-х років, але протягом десятиліть від нього відмовлялися усі великі студії. Компанія Warner Bros. Pictures розпочала роботу над фільмом у травні 2022 року і дала виробництву зелене світло у серпні. Ніколас Піледжі написав сценарій, а Баррі Левінсон виступив режисером фільму. Роберт Де Ніро зіграв у фільмі дві ролі. У жовтні 2022 року до акторського складу приєдналися Дебра Мессінг та Катрін Нардуччі. У січні 2023 року до акторського складу приєднався Космо Джарвіс.
При зйомках у фільмі використовувалися вінілові плівки на легкових і вантажних автомобілях 1950-х років, щоб надати їм вигляду. Зйомки проходили в грудні 2022 року в Огайо. У ході зйомок було перекрито частину шосе US 35 в окрузі Грін, а також шосе SR 123 біля Цинциннаті, після чого вони перемістилися в передмістя.

## Випуск
Вихід фільму запланований на 21 березня 2025 року.